# Johann Christian Kapp
Johann Christian Kapp (auch Johannes Christian Kapp; * 18. Juli 1764 in Kirchleus; † 7. April 1793 in Hof (Saale)) war ein deutscher klassischer Philologe.

## Leben
Kapp stammte aus der Oberkotzauer Familie Kapp, aus der auch der Historiker Johann Erhard Kapp und der Mediziner Christian Ehrhard Kapp stammten. Er kam 1779 an das Collegium Christian-Ernestinum nach Bayreuth, an dem er unter seinem Onkel Johann Kapp lernte, mit dem er sein ganzes Leben in Verbindung stand. 1783 kam er an die Universität Erlangen, an der er Philologie, Philosophie und Geschichte studierte. Neben seinem Studium wirkte er als Hauslehrer bei Gottlieb Christoph Harleß. 1786 wurde er Hofmeister beim Geheimen Sekretär Glaser in Bayreuth. In dieser Zeit erlangte er am 26. April 1787 an der Universität Erlangen den Magistergrad in Philosophie.
Kapp folgte zum 22. Februar 1788 dem Ruf als dritter Lehrer an das Gymnasium Hof. Dort wurde er wie zuvor sein Onkel 1791 Konrektor. Kapp verfügte über eine große und wertvolle humanistische Bibliothek, stand mit vielen Philologen im In- und Ausland in Kontakt. Er arbeitete unter anderem seinem Onkel für dessen Veröffentlichungen zu, veröffentlichte jedoch eigene Schriften. Sein früher Tod verhinderte die Fertigstellung von vergleichenden Werken zu den philologischen Klassikern.

## Schriften

### Monografien (Auswahl)
- Periculum criticum, in quo Senecae tragoediae et aliorum script. loca explicantur et emendantur, Erlangen 1786.
- Ueber den Charakter der Medea, Altenburg 1789.
- Ad Actvm Oratorivm In Memoriam D. Martini Lvtheri, Schönert, Hof 1791.
- Commentatio, qua descriptiones aurei saeculi Tibullianae et Boethianae inter se comparantur. Particula I., Hof 1791.

### Herausgeberschaften (Auswahl)
- Rutilius Claudius Namatianus: Claudii Rutilii Numatiani Itinerarium sive de reditu quae supersunt, Palm, Erlangen 1786.
- Aristoteles: De mundo, Altenburg 1792.